# Heteroscada zibia
Heteroscada zibia is een vlinder uit de familie Nymphalidae. De wetenschappelijke naam van de soort is voor het eerst geldig gepubliceerd in 1856 door William Chapman Hewitson.